# Physalaemus nanus
Physalaemus nanus é uma espécie de anfíbio da família Leptodactylidae.
É endémica do Brasil.
Os seus habitats naturais são: florestas subtropicais ou tropicais húmidas de baixa altitude, marismas intermitentes de água doce, jardins rurais, florestas secundárias altamente degradadas, terras irrigadas, áreas agrícolas temporariamente alagadas e canais e valas.
Está ameaçada por perda de habitat.